# イタリア国鉄ALn556.1200/1300気動車

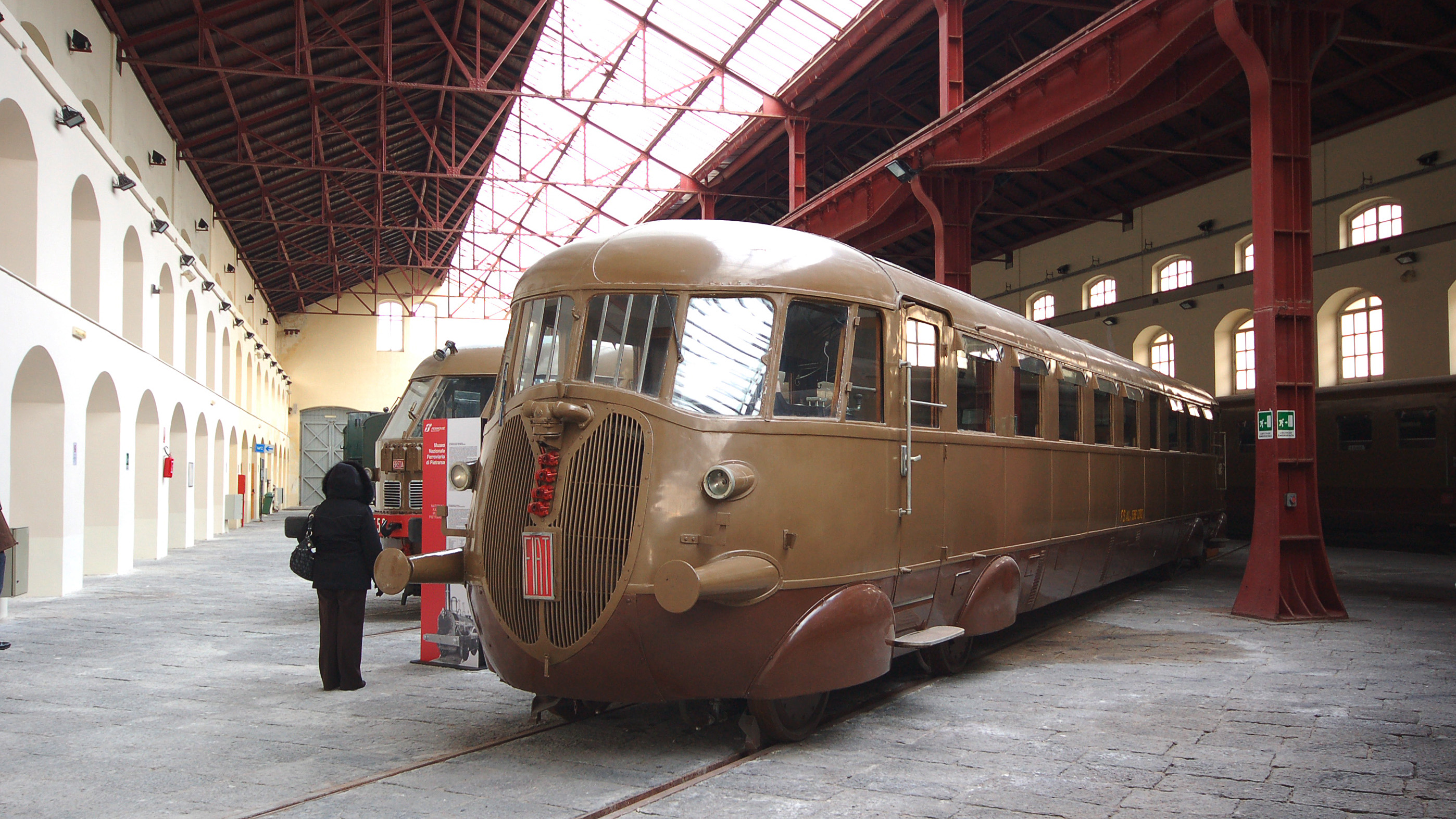
ピエトラルサ国立鉄道博物館で静態保存されているALn556.1202号車、当時のFiat製自動車と同デザインのラジエーターグリルの上部に重連総括制御用の電気連結器と空気連結器が設置されている、2008年

イタリア国鉄ALn556.1200/1300気動車（イタリアこくてつALn556きどうしゃ）はイタリアのイタリア国鉄（Ferrovie dello Stato Italiane（FS））で使用されていた機械式気動車である形式ALn556のうち、 Fiat が製造した機番1200番台の通称ALn556.1200と機番1300番台の通称ALn556.1300を総称したものである。なお、本稿ではALn556.1300を旅客・荷物・郵便合造気動車としたALDUn220についても記述する。

## 概要
イタリアにおける気動車の実用化は1920年代に本格化し、1924年に北ミラノ鉄道向けにBredaで機械式のM-1気動車が製造された後、いくつかのメーカーによって同様に小型の客車にガソリンエンジンと機械式の変速装置を搭載した気動車や蒸気動車が試作され、一方で同年代では自動車を軌道に載せたレールバス的な形態の小型の気動車もいくつかのメーカーで製造されている。
その中で、自動車メーカーであったFiatも、1917年に鉄道車両部門を設立して本格的に鉄道車両の製造に参入している。1924年にはプロジェクト名TA180と呼ばれる電気式気動車とTA150と呼ばれる機械式気動車を試作しており、TA180の標準軌間の車両はNe.8としてイタリア国鉄で運行された一方で、1931年には自動車に近い単端式で定格出力55kWの主機と自動車用変速機を搭載したALb25を製造し、イタリア国鉄で運行されたが、いずれの方構造の式も本格的に量産されるには至らなかった。そこでFiatではこれらの気動車とは異なる、小型客車並みの車体に大型自動車の技術を用いた走行装置を組み合わせた新しい設計の軽量気動車の開発することとなり、1932年にAU4.Aと呼ばれる最初の機体が導入された。この気動車は全長約15mの流線形の車体と、88kWのガソリンエンジンと電磁空気制御の4段変速機を搭載した動台車を組合わせたものであった。その後イタリア国鉄にALb48.101-103として3両が納入され、最初の運行区間にちなんでリットリナと呼称されるようになった。
リットリナのシリーズはその後イタリアの国鉄や私鉄、当時のイタリアの植民地の鉄道に広く導入され、その間、1933年製のALb80やALn56.1000では前後の台車に主機を装荷した2機関搭載車となり、優等列車用に1等室/2等室と、厨房・配膳室、荷物室を装備するALn40やATR100といった車両も製造されていた。一方で、1935年にはBredaが、1939年にはAnsaldoがそれぞれ独自設計の軽量気動車であるALn56.2000およびALn56.4000を開発してイタリア国鉄に導入している。
こういった状況の中、イタリア国内では1930年代半ばには輸送力の増加に対応できる機体が必要となっていた。当時、Fiat製のALn56.1000やBreda製のALn56.2000などの普通列車用の気動車は連結した各車に運転士が乗る協調運転で運行される一方、全長を22400mmに延長したALn40が運行され、定格出力294kWの主機を2基搭載して3車体連接、全長60550mmとしたATR100が試験中であるなど、優等列車用には大型車体を持つ機体が導入されていたが、イタリア国鉄では欧州で実用化されつつあった重連総括制御により2両編成で運行できる機材を導入して輸送力増強と運行の効率化を図ることとなった。この計画に基づき、本項で記述するALn556.1200およびその出力増強型であるALn556.1300とその派生型のALDUn220.1300の計200両が1936-39年にFiatで製造され、また、Bredaでは140両のALn556.2200が1938-40年に製造されている。
本形式は同じFiat製のALn56.1000をベースに重連総括制御化を図ったものである。ALn56.1000では車体前後の2基の主機、クラッチ、変速機、逆転機を運転台から電磁空気制御や空気制御で制御していたが、本形式では2両連結で4機の主機を運転可能とするため制御方式が改良されたほか、運転台に主機4機分の計器類を装備している。なお、総括制御は2両編成でのみ可能であり、3両以上では2両単位で運転士が必要となっている。一方、ALn56.1000と基本的な車体構造は同一であったが、先頭部のデザインが大きく変更され、半円柱形であったALn56.1000から上下方向に後退角を持った丸みを帯びた形状となっているほか、同じFiat製の508、518、500（トポリーノ）といった同年代の自動車と共通デザインの、楯型の形状をしたラジエーターグリルを採用していることが特徴となっている。
本形式はまず1936年にFiat型番034のALn556.1200が100両導入され、その翌年に出力増強型でFiat型番042のALn556.1300が50両、次いで1938-39年にはFiat型番046で同じくALn556.1300が50両製造される予定であったが、最終の8両は客室の半分を荷物室と郵便室としたALDUn220.1300に変更されている。
ALn556.1200からALn556.1300への主な変更点は以下の通り
- 主機を定格出力55kWの355C×2基から85kWの365C×2基に変更し動力性能を向上
- 主機の変更に伴い、台車の固定軸距を50mm延長、車体前端部を前後各250mm延長
- 冷却水回路を変更し、屋根上に冷却水タンクを搭載

また、ALn556.1300からALDUn220.1300への変更点は以下の通り
- 車体中央部のトイレ・手荷物置場から前半部は客室のまま、後半部を荷物室と郵便室に変更

なお、形式名の"A"は動力車両、"L"は軽量、"n"はディーゼル(使用燃料の頭文字であるが、命名規則制定当時イタリアに於けるディーゼル燃料は軽油=gasolioではなくナフサ=naftaであり、軽油を使用するようになった現在でも表記はそのままである)を表し、"556"の10位と1位の"56"は座席数を、100位の"5"は総括制御が可能であることを表すため10位の数字"5"を繰返したもの、機番の千位の"1"はFiat製を、百位から一位は番台区分と製造順を表しており、これはALDUn220においても同様で、”D"は荷物室、"U"は郵便室を表している。このため、Fiat製のALn556とBreda製のALn556機体を区別したり、Fiat製のALn556を区分して呼称する際には本形式はALn556.1200とALn556.1300もしくはALn556.12とALn556.13と通称されている。各機体の形式機番と製造年、製造所は以下の通りである。
| 形式     | 機番      | 製造所 | 製造所型番 | 製造年    | 廃車年          | 記事                                                                |
| -------- | --------- | ------ | ---------- | --------- | --------------- | ------------------------------------------------------------------- |
| ALn556   | 1200-1300 | Fiat   | 034        | 1936年    | 1970年代-1983年 |                                                                     |
| ALn556   | 1301-1350 | Fiat   | 042        | 1937年    | 1970年代-1983年 |                                                                     |
| ALn556   | 1351-1392 | Fiat   | 046        | 1938-39年 | 1970年代-1983年 | ALDUn220.1304、1306、1307は1949-54年にALn556.1396、1398、1399に改造 |
| ALDUn220 | 1301-1308 | Fiat   | 046        | 1939年    | 1970年代-1983年 | ALDUn220.1304、1306、1307は1949-54年にALn556.1396、1398、1399に改造 |

## 仕様

### 車体
- 車体はリットリナ特有の鳥かご構造と呼ばれる軽量車体となっている。これは細い鋼材をかごのように溶接組立して組み上げた骨組にアルミニウムの外板を貼付けて鋼体としたもので、この構造に加え、リットリナのみでの短編成に対応した車体端荷重を想定した構造とすることと、車体幅2400mm、屋根高3140mmの小さい車体断面とすることで軽量化を図ったものとなっている。
- 編成両先頭部は後退角を持った半円柱形をベースに丸みを持たせた流線形のものとなっており、正面窓は平面ガラスの8枚窓構成でうち正面中央の2枚は車体曲面に合わせて縦4枚の平面ガラスを組合わせたものとなっており、側面端部側の左右各1枚は運転士用の下降窓となっている。正面下部中央には大型の楯型で2次曲面で丸みを帯びた形状のラジエーターグリルが設置されている。このグリルの内部には端梁が通り、端梁中央部には連結用フックが設置されているが、使用されない時にはFiatの紋章を付けたカバーがされているほか、ラジエーター上部中央には重連総括制御用の空気連結器と電気連結器が縦一列に配置されている。また、正面窓下部左右に小型の丸型前照灯兼標識灯を配置しており、連結器は長大編成を考慮しない簡易的なもので、緩衝器が左右、フックが中央にあるタイプとなっている。なお、ALn556.1300およびALDUn220では緩衝器長が50mm延長されている。
- 側面は窓扉配置D513D（乗降扉 - 客室窓 - 荷物置 - 客室窓 - 乗降扉)配置で、荷物・郵便・旅客合造車であるALDUn220も外観は同一のものとなっている。乗降扉は1枚外開戸を片側2箇所設置しており、乗降口には2段のステップが設置されている。また、側面窓は大型でアルミ枠の一段下降窓で、窓上部には後年に雨除けが設置されている。
- 車体塗装はイタリア鉄道車両標準のイザベラと呼ばれる赤茶色をベースに、車体下部の床下機器カバー部等を茶色としたものとなっており、正面のラジエーターグリル下部の連結器カバーが赤地に”FIAT"の文字が入ったFiat社の紋章が入ったものとなっている。また、後年前面車体下部中央の部分を警戒色として赤色としており、一部の機体では赤色の範囲が下部の前面から側面前部にかけてに拡大されている。
- ALn56.1200/1300の室内は前頭部側から運転室/主機室、乗降デッキ、定員40名（うち4名分は折畳席）の客室、トイレおよび手荷物置場、定員16名で端部に郵便搭載スペースを設置した客室、乗降デッキ、運転室/主機室の配置となっており、ALDUn220では運転室/主機室、乗降デッキ、荷物室、仕分棚等を設けた郵便室、トイレおよび手荷物置場、定員20名の客室、乗降デッキ、運転室/主機室の配置となっている。各形式とも各室には仕切壁は設けられておらず、車内は一室となっている。客室の座席は2+2列の4人掛け、シートピッチ1400mmの固定式クロスシートで、茶色の合皮貼りでヘッドレストのない背摺の低いものを各窓毎に1ボックスずつ配列している。室内灯は天井中央部に2列に白熱灯が設置され、天井は白色、側壁面はニス塗りの木製のものとなっているほか、客室暖房として機関冷却水を使用した温風暖房が設置されている。
- 運転室/主機室内は中央部に大型の主機カバーが設置されており、その左側運転台が、右側に助士席が設置されている。運転台はデスクタイプのもので、運転台前方が計器・スイッチ盤となっており、手前側は左からクラッチ・変速機用の縦軸のハンドル、逆転機レバー、空気ブレーキ用の縦軸のハンドルの配置となっているほか、運転台右側側面に円形の手ブレーキハンドルが、運転台手前の床面付近にアクセルペダルが設置されている。

### 走行装置
- ALn556.1200の主機はFiat製で直列6気筒の355C直噴式ディーゼルエンジンを前後台車上に各1基、計2基搭載している。この機関は同社のトラック製造部門であるFiat V.I.[11]が製造した大型トラックの634N1などにも搭載されているもので、排気量8350cm3、定格出力55kW/1700rpm、ボア108mm×ストローク152mm、圧縮比14.5である。また、ALn556.1300およびALDUn220では主機は同じFiat製の356C予燃焼室式ディーゼルエンジンに変更されており、排気量9966cm3、定格出力85kW/1700rpm、ボア115mm×ストローク160mm、圧縮比17となっている。
- クラッチおよび変速機もFiat製のトラックなどと同じ方式のもので、クラッチはALn556.1200では単板式、ALn556.1300およびALDUn220.1300では2板式でいずれも運転台のレバー操作による電磁空気制御式となっている。変速機はマニュアルトランスミッションのものと同じ4段変速のものをクラッチと同様に電磁空気制御で変速操作を行うものとなっている。クラッチと変速機は運転台の縦軸式の変速ハンドルにて総括制御され、例えば1速から2速への切り替えは変速ハンドルを回転させることにより電気信号がクラッチ、変速機制御用の各電磁弁に伝達され、空気シリンダにより「クラッチ入・1速ギア入 - クラッチ断・1速ギア入 - クラッチ断・ニュートラル - クラッチ断・2速ギア入 - クラッチ入・2速ギア入」の順にクラッチ、変速機が動作する。また、逆転機も同様に運転台からの電気信号により電磁空気制御で動作するものとなっている。
- ラジエーターはALn556.1200では前後の各主機が前後のラジエーターをそれぞれ使用するものであったが、ALn556.1300とALDUn220では前後の主機で機関冷却水を共用する方式に変更されており、前後のラジエーターでそれぞれ冷却された機関冷却水を混合するための冷却水タンクが車体中央屋根上に搭載されている。
- 台車は鋼材組立式台車で、ALn56以前のリットリナと同様にトラックの車台と同様に型鋼をラダー状に組み立てたもので、台車枠が車輪の内側にある内側台枠式となっていることが特徴となっているが、ラジエターが車体搭載から台車搭載となるなどの変更がなされている。台車の車体端側には主機および変速機、逆転機、補機としてラジエーター、24Vの直流発電機、2気筒の空気圧縮機が搭載され、主機の出力はドライブシャフトにより台車の車体中央側の動軸の減速機を経由して動輪に伝達される。固定軸距は2800mm（ALn556.1200）もしくは2850mm（ALn556.1300およびALDUn220）であるが、台車の車体支持点を動軸中心から1150mmと動軸寄りの位置に設置することで、動軸の軸重を確保しており、車輪径は動輪、従輪ともに920mmとなっている。軸箱支持方式は軸箱守式、軸ばねは重ね板ばねであり、板ばねの中央部がシャフトを介して台車に対し回転可能な状態で固定されており、板ばねの一端は軸箱上部に固定されて荷重を伝達し、もう一端は上下に可動可能なコイルばねを介して台車枠に固定されている。また、牽引力は台車のセンターピンを介して伝達され、枕ばねは設置されず、車体荷重は台車のセンターピンの左右に設置されたローラーと、このローラーに接する車体の側受を介して伝達される。このほか、各動輪には砂撒き装置設置されている。
- 床下にはブレーキ用の空気タンク、暖房装置、24Vの蓄電池、燃料タンクなどが搭載されるほか、冷却水用の配管などが設置されている。また、ブレーキ装置として空気ブレーキと手ブレーキを装備している。基礎ブレーキ装置は自動ブレーキ装置により動作する、各車輪に併設されたドラムブレーキによるものとなっており、手ブレーキはALn56.1000では自動車と同様のレバー式のものであったが、本形式ではハンドル式のものに変更されている。

### 主要諸元
| 形式         | 形式         | ALn556.1200                                 | ALn556.1300                                   | ALDUn220                                      |
| ------------ | ------------ | ------------------------------------------- | --------------------------------------------- | --------------------------------------------- |
| 機番         | 機番         | 1200-1300                                   | 1301-1392                                     | 1301-1308                                     |
| 軌間         | 軌間         | 1435mm                                      | 1435mm                                        | 1435mm                                        |
| 動力方式     | 動力方式     | ディーゼルエンジンによる機械式              | ディーゼルエンジンによる機械式                | ディーゼルエンジンによる機械式                |
| 車軸配置     | 車軸配置     | (1A)(A1)                                    | (1A)(A1)                                      | (1A)(A1)                                      |
| 全長         | 全長         | 18560mm                                     | 19160mm                                       | 19160mm                                       |
| 全幅         | 全幅         | 2680mm                                      | 2680mm                                        | 2680mm                                        |
| 車体幅       | 車体幅       | 2400mm                                      | 2400mm                                        | 2400mm                                        |
| 屋根高       | 屋根高       | 3140mm                                      | 3140mm                                        | 3140mm                                        |
| 全軸距       | 全軸距       | 14900mm                                     | 14950mm                                       | 14950mm                                       |
| 固定軸距     | 固定軸距     | 1650+1150=2800mm                            | 1700+1150=2850mm                              | 1700+1150=2850mm                              |
| 動輪径       | 動輪径       | 920mm                                       | 920mm                                         | 920mm                                         |
| 従輪径       | 従輪径       | 920mm                                       | 920mm                                         | 920mm                                         |
| 空車重量     | 空車重量     | 22.6t                                       | 24.0t                                         | 23.5t                                         |
| 運行時重量   | 運行時重量   | 27.5t                                       | 29.0t                                         | 29.5t                                         |
| 粘着重量     | 粘着重量     | 12t                                         | 12.4t                                         | t                                             |
| 定員         | 定員         | 2等56名                                     | 2等56名                                       | 2等22名 + 荷物室 + 郵便室                     |
| 走行装置     | 主機         | Fiat製直列6気筒直噴式ディーゼル機関355C×2基 | Fiat製直列6気筒予燃焼式ディーゼル機関356C×2基 | Fiat製直列6気筒予燃焼式ディーゼル機関356C×2基 |
| 走行装置     | 変速装置     | 単板式クラッチ + 4段変速機 + 逆転機         | 二板式クラッチ + 4段変速機 + 逆転機           | 二板式クラッチ + 4段変速機 + 逆転機           |
| 走行装置     | 駆動装置     | 1軸駆動式駆動装置×2組                       | 1軸駆動式駆動装置×2組                         | 1軸駆動式駆動装置×2組                         |
| 最高速度     | 最高速度     | 110km/h                                     | 110km/h                                       | 110km/h                                       |
| ブレーキ装置 | ブレーキ装置 | 空気ブレーキ、手ブレーキ                    | 空気ブレーキ、手ブレーキ                      | 空気ブレーキ、手ブレーキ                      |
| 1. 2. 3. 4.  |              |                                             |                                               |                                               |

## 運行・廃車・譲渡
- 本形式は導入後イタリア各地で運行されている。通常は1-2両での運行であったが、最大4両程度までの列車もあったほか、1両程度の小型客車もしくは貨車を牽引することもあった。前述のとおり本形式の重連総括制御は2両編成のみであったため、3両もしくは4両編成では運転士が2名乗車して協調運転をしていた。
- 1949-54年にはALDUn220.1304、1306、1307の荷物室、郵便室を客室に改造して各々ALn556.1396、1398、1399となっている。
- その後ALn668などの新しい気動車の増備に伴い、本形式は1970年代より本格的な廃車が始まり、1983年までに全車が廃車となっている。1979年1月時点での配置は以下の通り。
  - ピサ：ALn556.1200 2両
  - フォッジアおよびターラント：ALn556.1300 4両
- ALn556.1202号車がピエトラルサ国立鉄道博物館で静態保存されているほか、後述するスッザーラ-フェラーラ鉄道に譲渡されていた機体のうち、ALn556.1236、1277の2両がイタリア国鉄財団[12]に再譲渡されてスッザーラの車庫で修復待ちの状態となっている。

### スッザーラ-フェラーラ鉄道
- イタリア北部の私鉄であるスッザーラ-フェラーラ鉄道[13]では、1971年にALn556.1230、1236、1277、1289、1292の5両を譲受して翌年から運行している。同鉄道では車体表記を変更したのみで、車体塗装その他はイタリア国鉄時代のまま1980年前後まで使用されている。

### ユーゴスラビア国鉄
- 1929年に成立したユーゴスラビア王国ではユーゴスラビア国有鉄道[14]が国有鉄道を運行していたが、1941年にはクーデターや枢軸国によるユーゴスラビア侵攻によりユーゴスラビア王国が実質的に崩壊したことにともない、同国の鉄道はクロアチア独立国のクロアチア国鉄[15]やセルビア救国政府のセルビア国鉄[16]および占領していたドイツ、ハンガリー、イタリア、ブルガリア各国の国鉄や、パルチザンが運営する民族解放軍営鉄道[17]がそれぞれの支配地域で列車を運行していた。イタリア国鉄が運行している領域においてはイタリア本国から機材が持ち込まれることとなり、E.626電気機関車やALn772、ALn556.2200といった気動車ともに本形式も現地で使用されていた。第二次世界大戦の終結に伴い1945年にはユーゴスラビア連邦人民共和国が成立し、同国内の鉄道は再度ユーゴスラビア国鉄が運営することとなったが、本形式のうち、戦後イタリアに戻らず現地に残った機体がそのままユーゴスラビア国鉄の813形801-804号車として4両が運行されている。
- 現地では正面上部中央に前照灯が増設されたほか、車体塗装は上半部を銀色、下半部を水色、床下機器カバーを青として車体中央銀色と水色の境界部に青の帯を入れたものとなっている。